# 德国联邦铁路V160型柴油机车
德国联邦铁路V160型柴油机车（德語：DB-Baureihe V 160，自1968年起改称216型）是德国联邦铁路的一款柴油机车型号。它是V160系列机车的首个型号，该系列则是德国联邦铁路根据战后重建计划而开发的一系列单发大功率柴油机车项目，主要用于中等载重的铁路运输服务。

## 历史
在20世纪50年代，联邦德国既有的铁路柴油发动机性能已经可以由以前的993千瓦（1,350匹马力）提升至1,400千瓦（1,900匹马力）或更高。基于液力传动柴油机车V80型的良好运营表现，德国联邦铁路在这一时期计划生产多款新的柴油机车以替换蒸汽机车，当中包括用于调车的V60型和V65型、用于调车或轻载货列的V65.2型以及用于快速旅客列车的V200型。然而此时关于单发动机、用于中等载重的柴油机车仍没有任何的发展计划。

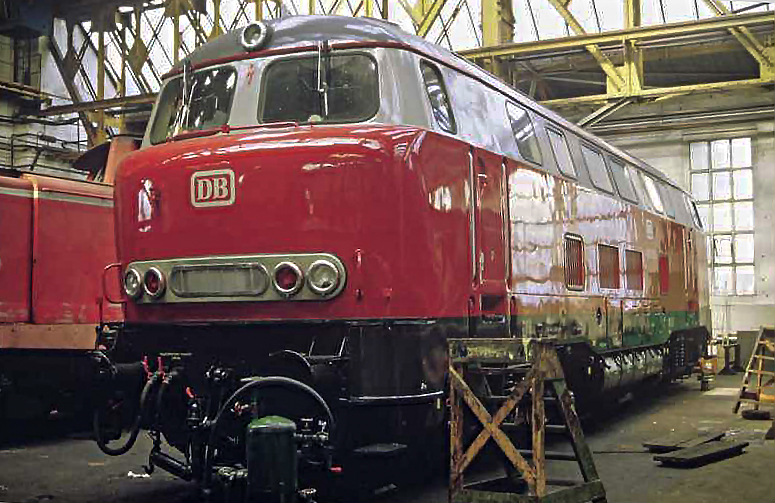
试产机车的外观造型较量产机车更为圆润

V80型机车在最初的计划是搭载两台发动机以达到1,600匹马力的功率，相同的方式也被应用至V200型机车，后者是搭载了两台原适用于V100型机车的发动机。但是人们很快意识到，如果使用一款单台的大功率发动机，将可以有效降低维护及其它成本。于是克虏伯公司在1956年春天开始了单发新机车的研发工作。当局要求新机车的最高速度达到至120公里/小时，并安装（用于客运列车的）蒸汽供暖设备。首台试产机车于1960年8月6日出厂，随后的8台则在1962年交付。这9台试产机车因其较为圆润的车头造型而获得了“露露”（Lollo，暗喻珍娜·露露布莉姬妲）的昵称，而从亨舍尔开发的第10台机车起，则采用了与V320型机车类似的流线型车头，因为这在实际生产中被证明是更便宜和更精简的。试产机车中除006号机车外，其余均在最初搭载了迈巴赫提供的MD 16 V 538 TB型发动机。
序列编号为V160 011号至224号的量产机车分为五条生产线在1964年至1968年生产，参与生产的制造商为克虏伯、亨舍尔、KHD、克劳斯-玛菲和基尔机械制造厂。从155号机车起，机车在交付时即直接使用新的定型216型。其余的机车则在随后进行重编。
由于当局优先开发功率更大、速度更快及采用电力加热的柴油机车，整个机车系列在多年来共产生了超过800台衍生自V160型的机车，并出现了各种采用不同的列车供暖方式和搭载燃气涡轮发动机的变体。在1968年德国联邦铁路推行的定型方案中，这些不同的变体又被重定型为210型、215型、216型、217型、218型和219型。通过重编和改造，德国铁路股份公司在后期还创立了225型和226型。216型机车由于受到蒸汽供暖的限制，其运用范围自1990年起便主要集中在货物运输，因为当局已经不再有客运车厢仍然采用这种供暖方式。从2000年至2004年，216型机车的库存量逐渐减少，以至于最后一台机车也在2004年退役。试产机车则早在1978年至1984年间退役。

## 技术特点
量产机车的传动装置是一台由MTU提供的16汽缸16 V 538/653 TB 10型柴油发动机，其1,500转/分钟的转数可输出1,900匹马力的功率。动力是通过一台带有双变矩器和一个离合器及万向节轴的液压传动系统输送至两副两轴转向架中的轴齿轮箱。量产机车的发动机是被弹性的悬挂在封闭的发动机舱内，从而导致较低的噪音水平。除了用作牵引的柴油发动机外，机车还配备有一个小型的辅助柴油发动机，它主要用于蒸汽供暖装置的运行，也可作为压缩机使用。此外，机车也有一台电动空气压缩机可用。为了满足客运列车服务，机车安装有OK4616型蒸汽供暖装置，这台附加的机械设备同样具备预热及保温功能。
大部分机车都配备有对动力集中式列车和双机重联式列车进行控制的常规36针控制电缆。在运用的末期阶段，许多机车还加装了0公里启动中控门锁（简称）和电子运行图显示系统EBuLa等设备。
在安全设备方面，机车有紧急列车停止装置和点状列车控制装置可用。其中后者已通过安装计算机内核而被升级至具备PZB 90版本的功能。列车无线电直到后期才被加装。同期加装的还包括鸣笛设备和撒沙设备。
自承式的车壳承载着采用板材焊接的车架，其中车体为金属板覆盖的空心型材。机械室位于两端驾驶室之间。它设有一条侧通道，而V160系列机车的后续车型则设有两条侧通道。转向架采用箱形截面焊接，它们是通过枢轴颈与车架相连。轮轴为滚柱轴承，并通过页片弹簧或橡胶弹簧与转向架实现支撑。

## 涂装
216型机车——即当时仍被称作V160型的机车在交付时是采用经典的洋紅色涂装，其中试产机车在窗户和通风格栅的区域内还带有一条连续的浅灰色条纹。如今馆藏的216 221号机车仍然保留了紫红色的漆面。1975年，216 071号机车成为首台采用新的海蓝色+米色配色方案的机车。216 068号机车则是这一系列机车中首台被漆以东方红色主色及正面两侧配以白色围兜的机车，它是在1988年2月完成了这项喷漆，但此涂装比一般的漆面更易褪色，并使机车的轮廓变得模糊。
在1997年推出的交通红色配色方案及对比鲜明的灰色底盘尽管并非是为216型机车而设计，但还是有8台机车自2000年11月起进行了这项重喷漆工作：首先是216 188号机车，随后216 094号、102号、136号、139号、143号、165号和188号也相继完成。
- 采用紫红色涂装的216 003号机车
- 采用旧红色涂装的216 221号机车
- 采用海蓝色+米色涂装的216 176号机车
- 采用东方红色涂装的216 014号机车
- 采用轨道工程车涂装的216 122号机车

## 现况

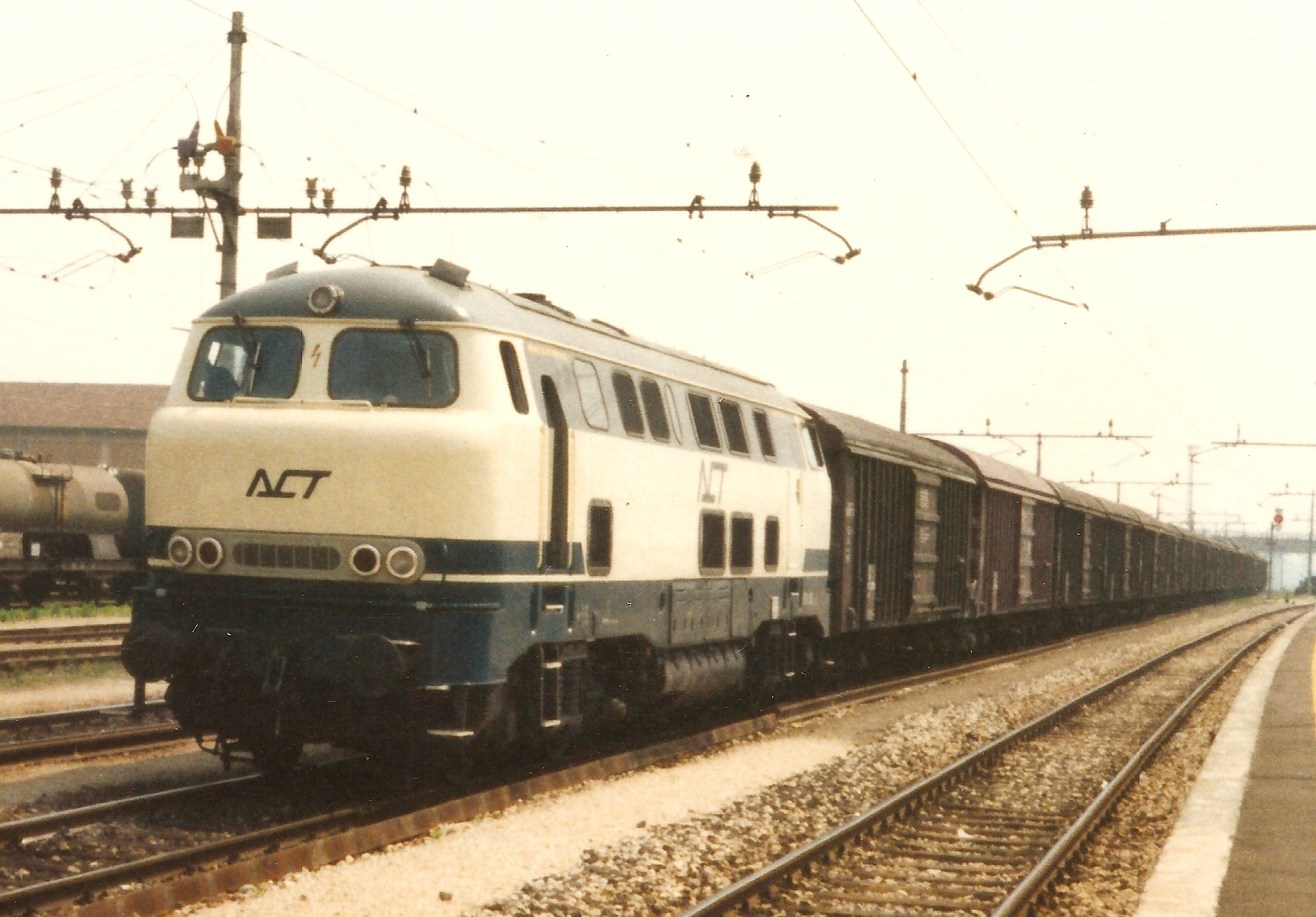
雷焦艾米利亚运输公司的1900型机车

几台机车被出售至德国及境外（诸如法国和意大利）的私营铁路运营商，它们至今仍然继续使用。而其它大部分的216型机车由于没有找到德国铁路之外的下家，现在均已报废。
最后一台处于运营状态的V160型试产机车为V160 003号机车，它由德国铁路所持有，并由吕贝克历史铁道车辆俱乐部（Historische Eisenbahnfahrzeuge Lübeck，简称HEL e.V.）负责保养维护。216 067号机车由科布伦茨德国铁路博物馆所持有并自2011年5月起重漆成旧红色涂装，而216 221则由伦茨堡铁道之友俱乐部（Rendsburger Eisenbahnfreunden）所保存。
V160 001号机车（现1900.008号）和V160 006号机车（现1900.007号）自1982年起被售予意大利的雷焦艾米利亚运输公司，并自2009年1月1日起移交艾米利亚-罗马涅铁路的区域列车使用。其中V160 001号机车在交付时被漆以了一款新的涂装（紫红色）。

## 变体

### DH1504型

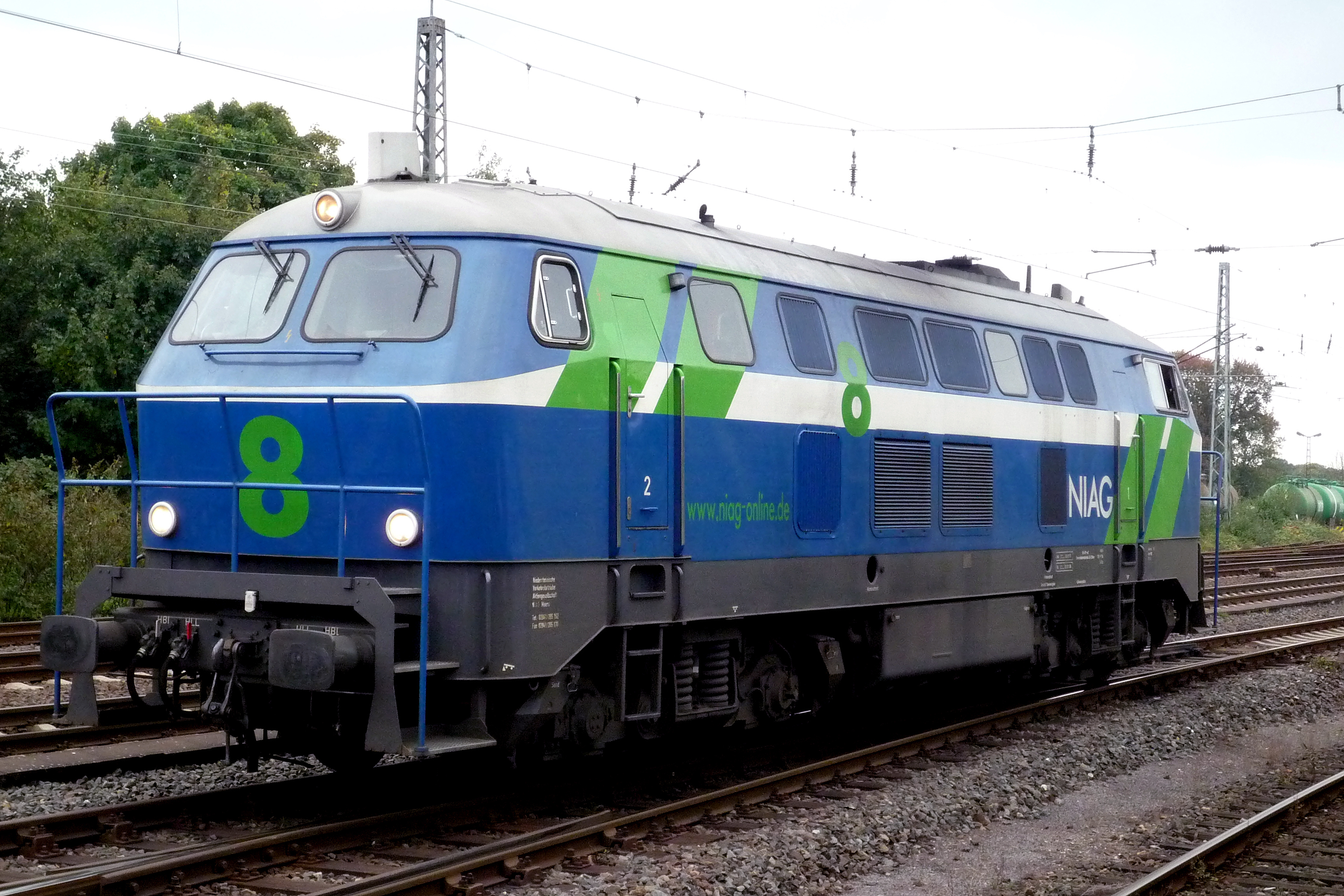
运用于下莱茵运输公司的DH1504型机车

DH1504型机车是通过216型机车改造而成，它最早由On Rail公司于1998年创建。这一概念是计划在已退役的原国有216型机车的基础上创造一个新的中等载重干线机车，其结果是建起了一个几乎全新的机车，原机车只有齿轮箱、转向架和外壳获得了保留。DH1504型机车的动力装置是一台功率为1,500千瓦的MTU发动机，该部件还配备了遥控运行设备。共有6台这样的机车被创建，其中的3台如今由东汉诺威铁路运营、2台在下莱茵运输公司服役以及1台由明登地方铁路所持有。对于是否会出现进一步的改造仍然不明朗，因为几乎已没有合适的原型机可以进行采购。

### 226型
2003年，由于德国的干线铁路运输已不再需要216型机车，它们被德铁游览旅行股份公司转化为ICE-3列车的救援机车。为此，不来梅维修车间将这些机车的蒸汽供暖装置替换为伟博思通生产的驻车加热器，为了平衡配重还额外增加了一些压载物。此外，用于附挂目的、带有过渡接头的沙芬贝格连接器也被安装。进行这项转化的机车分别为216 096号、130号、131号、135号、146号、154号和156号机车。这7台最后的216型机车被重编为226型。其中各有2台分别驻扎于科隆—法蘭克福高速鐵路中的蒙塔鲍尔车站和西格堡/波恩车站。
自2004年起，218型机车在经过改造后也搭载了同样可用于此目的的技术设备。这些被重编为218.8型的机车取代了226型机车的工作。于是226型机车最终在2005年报废。

### 窄轨V160型
亨舍尔在1960年代也生产了一些轨距为1000毫米的V160型机车，它们在外观上与常规的V160型机车类似。其中一台至今仍然在布罗尔塔尔铁路中以D5型的标号继续运行,但因发动机故障而被封存。

## Weblinks
- （德文）V160系列机车 I （页面存档备份，存于）
- （德文）V160系列机车 II （页面存档备份，存于）
- （德文）V160系列机车 III
- （德文）吕贝克历史铁道车辆俱乐部的V160 003号机车
- （德文）布罗尔塔尔铁路的窄轨V160型机车